# Protialmenus schraderi
Protialmenus schraderi är en fjärilsart som beskrevs av Felder 1865. Protialmenus schraderi ingår i släktet Protialmenus och familjen juvelvingar. Inga underarter finns listade i Catalogue of Life.